# وجدي الماجري
وجدي الماجري (مواليد 28 مايو 1989) هو لاعب كرة قدم تونسي.

## وصلات خارجية
- وجدي الماجري على موقع قاعدة بيانات كرة القدم.إي يو (الإنجليزية)
- وجدي الماجري على موقع عالم كرة القدم.نت (الإنجليزية)

لم يتم العثور على روابط لمواقع التواصل الاجتماعي.